# Језеро Селиште
Селиште представља вештачку акумулацију, која се налази на планини Гоч (припада групи Копаоничких планина). Брана је настала због потребе Врњачке Бање за проширењем извора за водоснабдевање.

## Географија
Селиште представља акумулацију и брану изграђену на реци Загржи, левој притоци Расине. Извор ове реке се налази јужно од Голог брда, а ушће у Расину у Митровом Пољу, на 650  надморске висине. Акумулација је смештена на 963  надморске висине. Брана се налази на страни Гоча која припада општини Врњачка Бања, односно на његовој јужној страни, на месту где се спајају Гоч и Равна планина. Настало је и опстало захваљујући великом броју потока и малих река, који се уливају на том месту.

## Карактеристике
Радови су започети априла 2000. године, а завршени 2006. године, када је добијена употребна дозвола за пуњење ове акумулације. Брана је насутог типа са глиненим језгром и захвата простор од око 8 хектара. Има тренутну корисну запремину 380.000 3 и пројектованa је да обезбеди потрошњу до 80 . Квалитет воде којом се пуни ова акумулација спада у прву категорију, што је од великог значаја за Врњачку Бању као здравствено-лечилишни центар. Систем је намењен и да може да обезбеди редовно снабдевање за случај када су велики системи из било ког разлога искључени. Ова акумулација се налази под надлежности Јавног предузећа „Бели извор”. Обележено је стазама за шетњу. На језеру је забрањена рекреација на води, риболов, камповање и извођење било којих других радњи, које могу изазвати загађење воде. Сваке године га посети велики број туриста, што га чини једном од популарнијих туристичких дестинација на Гочу.

## Саобраћај
Селиште је саобраћајно добро повезано са Врњачком Бањом. До ове локације води пут који је асфалтиран 2006. године. До Селишта се може стићи и од Краљева, преко Каменице и краљевачке стране Гоча.